# آنیتا برایانت
آنیتا برایانت (انگلیسی: Anita Bryant؛ زادهٔ ۲۵ مارس ۱۹۴۰) یک موسیقی‌دان اهل ایالات متحده آمریکا است.
از فیلم‌ها یا برنامه‌های تلویزیونی که وی در آن نقش داشته است می‌توان به راجر و من اشاره کرد.
در دهه ۱۹۷۰ ، برایانت به عنوان مخالف صریح حقوق همجنسگرایان در ایالات متحده شناخته شد. در سال ۱۹۷۷ ، وی برای لغو یک دستورالعمل محلی در شهرستان داد ، فلوریدا ، کمپین "بچه های ما را نجات دهید" را اجرا کرد که تبعیض بر اساس گرایش جنسی را ممنوع می کرد. مشارکت وی در این کارزار توسط فعالان حقوق همجنسگرایان محکوم شد. بسیاری از چهره های برجسته دیگر موسیقی ، فیلم و تلویزیون به آنها کمک می کردند و با تحریم آب پرتقال که او تبلیغ کرده بود ، تلافی می کردند. این ، و همچنین طلاق  او ، از نظر مالی به او آسیب زد. 